# Moonlight Murder
Pour plus de détails, voir Fiche technique et Distribution.
Moonlight Murder est un film américain réalisé par Edwin L. Marin sorti en 1936.

## Synopsis
Un détective amateur a l'occasion de tester ses talents lorsqu'un chanteur d'opéra est assassiné au Hollywood Bowl...

## Fiche technique
- Autre titre : Hollywood Bowl
- Réalisation : Edwin L. Marin, assisté de Lesley Selander (non crédité)
- Scénario : Florence Ryerson, Edgar Allan Woolf
- Production : Metro-Goldwyn-Mayer
- Photographie : Charles G. Clarke
- Musique : Herbert Stothart, Edward Ward
- Montage : Ben Lewis
- Durée : 66 minutes
- Date de sortie: 
  - États-Unis :27 mars 1936

## Distribution
- Chester Morris : Steve Farrell
- Madge Evans : Toni Adams
- Leo Carrillo : Gino D'Acosta
- Frank McHugh : William
- Benita Hume : Diana
- Grant Mitchell : Dr. Adams

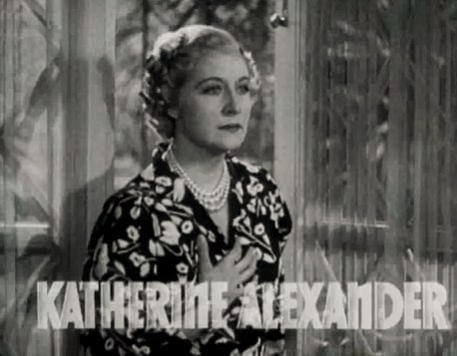
Katharine Alexander dans Moonlight Murder

- Katharine Alexander : Louisa Chiltern
- J. Carrol Naish : Bejac
- H. B. Warner : Godfrey Chiltern
- Duncan Renaldo : Pedro
- Leonard Ceeley : Ivan Bosloff
- Robert McWade
- Pedro de Cordoba : Swami
- Charles Trowbridge